# Lutz Besch
Lutz Besch (ur. 9 marca 1918 w Katowicach, zm. 9 sierpnia 2000 w Wagrain) – niemiecki pisarz, scenarzysta, radiowiec, reżyser.

## Życiorys
Jego ojciec pochodził z Prus Wschodnich i był lekarzem laryngologiem, a sam Lutz kształcił się w szkole ludowej i gimnazjum w Katowicach. Rodzina mieszkała przy Friedrichstrasse 10. W 1931 przeniosła się do Niemiec. Maturę zdał w gimnazjum w Nauen koło Berlina, gdzie uczęszczał na lekcje wiolonczeli u Hermanna Diemera. Następnie podjął studia w Berlinie w Wyższej Szkole Muzyki Kościelnej i Szkolnej (Hochschule f. Kirche- und Schulmusik in Berlin).
W 1940 roku został poważnie ranny podczas kampanii francuskiej. Po rekonwalescencji kontynuował studia z zakresu teatrologii, muzykologii i germanistyki na Uniwersytecie w Jenie, gdzie w 1944 roku obronił pracę doktorską na temat szwedzkiego pisarza i dramaturga Hjalmara Bergmanna. Następnie przez dwa lata pracował jako asystent uniwersytecki, a później jako aktor, doradca dramaturgiczny i reżyser w Erfurcie i Bremie. Od 1951 roku Besch pracował w Radio Bremen, gdzie poznał i zyskał przyjaźń austriackiego pisarza Karla Heinricha Waggerla. Od 1960 do 1961 roku był najpierw dyrektorem działu, a następnie od 1961 do 1966 roku zastępcą dyrektora programowego Radia Bremen, jednocześnie od 1964 roku był członkiem Komisji Historycznej ARD, a do sierpnia 1967 roku był również szefem redakcji kultury tej telewizji.
Od 1968 roku mieszkał w Wagrain w salzburskim Pongau na przełęczy między doliną Salzach a doliną Enns, gdzie sprowadzila go przyjaźń z Waggerlem. Z okazji jego 70. urodzin 10 grudnia 1967 roku Besch wydał broszurę „Heinrich Waggerl – genauer betrachtet” (Heinrich Waggerl – spojrzenie z bliska). Trzy lata po śmierci Waggerla opublikował również jego spuściznę.
Lutz Besch był członkiem Wangener Kreis (Towarzystwa Literatury i Sztuki „Der Osten”), Fundacji Kulturwerk Schlesien, Engadiner Kollegium i P.E.N. (Austria).

## Działalność literacka
Jako pisarz, Besch skupiał się na formie narracji, począwszy od tomu „Immer nach Hause” aż do zbioru 52 opowiadań opublikowanych w 1986 roku pod tytułem „Augenblicke”. W swoich książkach wspominał Górny Śląsk, który był mu szczególnie znany z dzieciństwa, ale także na czasach, które poznał z tradycji rodzinnych. Jego twórczość obejmuje sztuki teatralne z lat 1951–1958, 15 książek wydanych między 1955 a 1986 rokiem, słuchowiska, reportaże i opowiadania radiowe, portrety i dokumentacje telewizyjne, a także działalność wydawniczą w dziedzinie literatury i historii muzyki.
Za swój tom „Die barmherzigen Pferde” otrzymał w 1963 roku Andreas–Gryphius–Preis Gildii Artystów w Esslingen. Jest również laureatem Nagrody Eichendorffa.